# Обитель зла: Последняя глава
«Обитель зла: Последняя глава» (англ. Resident Evil: The Final Chapter) — боевик ужасов Пола Андерсона, продолжение фильма «Обитель зла: Возмездие» и шестая кинолента из серии «Обитель зла». Премьера фильма состоялась 23 декабря 2016 года в Токио.

## Сюжет
В прологе Элис за кадром рассказывает о событиях, приведших к геноциду человеческого рода. У доктора Джеймса Маркуса, основателя корпорации Амбрелла, была дочь Алисия, которая страдала прогерией. Чтобы спасти её, Маркус разработал Т-вирус и использовал его на ней и других больных. Девочка выздоровела, однако позднее выяснилось, что вирус крайне опасен. Один из детей, умерший после введения вируса, ожил, но превратился в зомби-каннибала. Маркус попытался закрыть программу. Его партнёр, доктор Александр Айзекс, вступил в сговор с другим сотрудником Альбертом Вескером, и тот убил Маркуса. Затем Айзекс удочерил Алисию и взял на себя управление корпорацией. Чтобы контролировать обширные интересы корпорации, доктор Айзекс создал могущественный искусственный интеллект, ставший ядром Амбреллы. При разработке графического интерфейса Айзекс использовал цифровую копию Алисии. Он назвал компьютер Красной Королевой.
В следующей сцене Элис приходит в себя в разрушенном Белом доме. В поисках выживших Элис набредает на разрушенное здание. Внутри него по компьютеру с ней связывается Красная Королева. Та объясняет Элис, что Вашингтон был с самого начала ловушкой, устроенной Вескером. Королева сообщает, что Элис необходимо добраться до Раккун-Сити в течение 48 часов, иначе последние оставшиеся в живых на Земле люди погибнут. В Улье есть антивирус, способный уничтожить T-вирус и организмы, заражённые им.
По дороге в Раккун-Сити Элис захватывают солдаты Амбреллы во главе с доктором Айзексом. Выясняется, что Айзекс, убитый ранее Элис на базе в пустыне Невада, был всего лишь клоном. После непродолжительного противоборства, в ходе которого Айзекс лишается левой руки, Элис удаётся сбежать и добраться до разрушенного Раккун-Сити. Там Элис объединяется с Клэр Редфилд, спасшейся после нападения корпорации на «Аркадию», а также с небольшой группой выживших. Элис агитирует их идти с ней в Улей, так как к городу приближается армия зомби, которых с собой привёл доктор Айзекс.
Элис с отрядом, отбиваясь от мутировавших собак, добирается до входа в Улей, который расположен в нижней части взрывной воронки атомной бомбы, уничтожившей город. По прибытии в Улей с ними связывается Красная Королева и объясняет истинную причину своих действий. Она показывает видеозапись совещания высшего руководства Амбреллы, которая была загружена в её базу данных после утечки T-вируса. На записи Айзекс говорит, что планету ждёт гибель из-за деятельности людей, войн, голода, болезней, перенаселения. Айзекс хочет очистить Землю с помощью T-вируса, а на руинах старого общества людей построить новый совершенный мир. Красная Королева запрограммирована на подчинение руководству корпорации, в том числе и Айзексу, поэтому она не может отменить его приказы. Однако директивы защиты человеческих жизней находятся в приоритете у Красной Королевы, поэтому она идёт против своих создателей и просит Элис остановить Айзекса. Красная Королева также предупреждает Элис, что среди них есть шпион корпорации.
Отряд пробирается через вентиляционные шахты и лаборатории Амбреллы. В живых остаются только Элис, Клэр и Док. Клэр оказывается пойманной в одной из лабораторий, откуда она затем сбегает с помощью заряда самодельной взрывчатки. Элис и Док идут к ядру Красной Королевы. В коридоре с лазерной защитой до сих пор лежат боеприпасы, оставшиеся там от отряда спецназа, вскрывшего Улей в первый раз после инцидента. Элис вооружается и даёт пистолет-пулемёт Доку. Через комнату управления, которая оказывается лифтом на нижние уровни Улья, они спускаются и видят множество криокапсул с высшим руководством корпорации. Они минируют уровни и отправляются в центр управления комплексом. 
Элис встречает настоящего доктора Айзекса, который показывает ей пробирку с антивирусом. Вескер хватает Клэр, а Док оказывается шпионом корпорации. Айзекс рассказывает, что Элис является клоном, и представляет ей Алисию Маркус (оригинал), постаревшую дочь Джеймса. Элис — улучшенная копия Алисии, лишённая предрасположенности к прогерии, а также усовершенствованная физически. Элис не верит Айзексу, однако Красная Королева подтверждает его слова. Айзекс давно планировал избавиться от Алисии, так как та не разделяла его взглядов и часто вмешивалась в его планы. Именно Алисия загрузила видеозапись совещания в базу данных Красной Королевы, что спровоцировало конфликт в программе. Она изначально была против уничтожения человечества, поэтому спланировала приход Элис в Улей, чтобы та остановила Айзекса. Айзекс говорит, что Алисия предала корпорацию, загрузив файл в базу Красной Королевы, и тем самым дала ему возможность сместить её с поста главы компании. После её смещения Айзекс получит полный контроль над корпорацией. 
Алисия, понимая безвыходность ситуации, увольняет Вескера, тем самым сняв с него корпоративную защиту, и Красная Королева придавливает его автоматической дверью. Док пытается выстрелить в Элис, но его пистолет-пулемёт оказывается незаряженным. Элис заранее догадалась, что Док — предатель, и дала ему оружие с пустым магазином. Клэр хватает пистолет Вескера и стреляет в Айзекса, однако тот успевает убежать. Док пытается оправдаться перед Клэр за свои действия, но та убивает его. Алисия сообщает, что через несколько минут будет совершён полный геноцид людей. В то же время она говорит, что в случае распыления антивируса Элис погибнет, так как в её крови до сих пор находится T-вирус. Затем Алисия загружает копию своих воспоминаний, в то время как Элис и Клэр преследуют Айзекса.
Айзекс приказывает Красной Королеве передать управление корпорацией под его единоличный контроль. Та подчиняется приказу и перед отключением говорит Айзексу, что он и всё высшее руководство Амбреллы погибнет. Элис и Клэр настигают Айзекса, после чего завязывается драка. Айзекс нокаутирует Клэр, а Элис продолжает биться с ним в коридоре с лазерной защитой. В ходе боя Айзекс отрубает лазером часть фаланг пальцев Элис на левой руке, но та успевает подложить гранату в карман его пиджака. Взрыв ненадолго вырубает Айзекса, но позже он регенерируется благодаря встроенной в тело системе жизнеобеспечения. Элис выбирается на поверхность и собирается разбить колбу с антивирусом, чему препятствует Айзекс. Затем поспевает двойник Айзекса с отрубленной рукой. Клон, услышав, что не является подлинным, не верит оригиналу и в припадке гнева убивает его. После этого его атакуют и сжирают зомби. В этот момент в Улье происходит взрыв, уничтожая Алисию, Вескера и всё спящее руководство Амбреллы. Одновременно Элис разбивает колбу с антивирусом, и все зомби вокруг неё мгновенно падают замертво. Элис теряет сознание.
Через несколько часов Элис приходит в себя и видит Клэр. Красная Королева связывается по коммуникатору с Элис и объясняет, что та осталась в живых, поскольку антивирус уничтожил только вирусные частицы в её организме, не затронув при этом здоровые клетки. Выясняется, что Алисия намеренно сказала о гибели Элис от антивируса, чтобы проверить, сможет ли она пожертвовать собой ради других. По словам Красной Королевы, Алисия не ошиблась насчёт Элис. Королева передаёт ей устройство с воспоминаниями Алисии, чтобы Элис смогла по-настоящему обрести личность.
В эпилоге Элис приезжает в Нью-Йорк. Она за кадром говорит, что распространение антивируса на Земле может занять несколько лет и до тех пор её миссия не закончена. В зеркалах мотоцикла Элис отражаются летающие мутанты. Она давит на газ и устремляется вперёд.

## В ролях
| Актёр         | Роль                                       |
| ------------- | ------------------------------------------ |
| Милла Йовович | Элис / Алисия Маркус                       |
| Эли Лартер    | Клэр Редфилд                               |
| Шон Робертс   | Альберт Вескер                             |
| Руби Роуз     | Эбигейл                                    |
| Оуэн Маккен   | Док                                        |
| Уильям Леви   | Кристиан                                   |
| Иэн Глен      | доктор Александр Айзекс                    |
| Ли Джун Ги    | командир Чу                                |
| Джеймс Фрэзер | Разор                                      |
| Рола          | Кобальт                                    |
| Эвер Андерсон | маленькая Алисия Маркус / Красная Королева |

## Производство
После выхода пятой части Пол Андерсон дал интервью, в котором заявил, что выход следующей части возможен. Изначально Андерсон планировал снимать пятую и шестую части параллельно, но позже он решил сосредоточиться только на пятой части. По его мнению, франшиза достигла своей кульминации и скорее всего шестая часть будет последней, а после уточнил, что последней она будет для него в этой франшизе. В том же интервью Андерсон сказал, что всё будет зависеть от кассовых сборов «Возмездия». Милла Йовович заявила, что планирует сниматься в шестой части. Позже глава Sony подтвердил, что шестой фильм будет снят с Миллой Йовович в главной роли.
4 марта 2013 года было объявлено, что новый фильм запланирован на сентябрь 2014 года. Однако Милла Йовович в своём Твиттере неожиданно высказалась, что шестая часть «Обители зла» выйдет, по её мнению, лишь в 2015 году. В то же время Андерсон выразил надежду, что картина появится к запланированной дате.
Позже появились сведения о выходе в прокат в 2015-м, либо 2016 году. В итоге окончательная дата релиза была назначена на 27 января 2017 года.
Пол Андерсон намеревался начать съёмки шестой части осенью 2013 года после окончания работ над лентой «Помпеи». Съёмки картины стартовали в ЮАР в Кейптауне, но были перенесены на лето 2015 года из-за беременности Миллы Йовович. В социальной сети Facebook актриса сообщила: «После долгого обсуждения мы подумали, что нужно подождать, пока родится ребёнок, прежде чем покорять киноэкран новым фильмом. Мы решили, что беременность и убийство зомби не лучшая комбинация. Я предполагаю, что единственное, что я буду уничтожать в ближайшее время, — это кексы». Работа над фильмом возобновилась в середине июля 2015 года. Йовович поделилась фотографией в Instagram, где на неё накладывают грим. «Могу сказать, что это будет зомбиубийственный сезон для клана Йовович и Андерсон» — подписалась актриса.
Ещё до выхода фильма в прокат Йовович активно выкладывала фотографии и короткие видеоролики со съёмок «Последней главы» в Instagram, благодаря чему стало известно, что в новую часть франшизы вернутся Эли Лартер (Клэр Редфилд), Иэн Глен (доктор Айзекс) и Шон Робертс (Альберт Вескер). Дебютную роль в кино получила японская модель Рола. Также предполагалось появление Сиенны Гиллори — исполнительницы роли Джилл Валентайн. Однако Йовович в «твиттере» заявила, что Джилл не появится в шестой части. Йовович отшутилась по этому поводу, сделав предположение, что, возможно, Джилл появится в следующей части — The Final Chapter part 2. Позднее Сиенна Гиллори сама опровергла эти слухи, заявив о том, что она не принимала никакого участия в съёмках. Также в фильме не появились Йохан Урб (Леон Скотт Кеннеди) и Ли Бинбин (Ада Вонг).
Роль Красной королевы сыграла дочь Миллы Йовович и Пола Андерсона — Эвер Габо Андерсон.
После успешного проката фильма решено было запустить перезагрузку франшизы без Йовович и Андерсона.

## Прокат
Фильм вышел в прокат в Австралии, Бразилии и Малайзии 26 января 2017 года, в Болгарии, Пакистане и США — 27 января 2017 года, во Вьетнаме, Грузии и России (ограниченно) — 10 февраля 2017 года, в Китае и Турции — 24 февраля 2017 года.

## Критика
Рейтинг картины на агрегаторе Rotten Tomatoes составил 37 % на основе 103 рецензий. Обозреватели отметили множество недостатков фильма. Повествование «забывает» о большинстве второстепенных героев франшизы — Джилл Валентайн, Карлос Оливера, Леон Кеннеди, Ада Вонг и Крис Редфилд не только не появляются в фильме, но даже не упоминаются. Новые герои появляются исключительно в качестве «пушечного мяса». Кроме того, несмотря на раскрытие некоторых сюжетных тайн, лента содержит в себе множество мелких противоречий с предыдущими фильмами серии. К одной из главных претензий критики относили рваный монтаж, призванный маскировать «скромный» 40-млн. бюджет. О том, что происходит на экране, приходится догадываться.
Фильм похвалили за дуэт Йовович и Глена.

## Перезапуск
В мае 2017 года председатель Constantin Film Мартин Мошкович сказал, что принято решение перезапустить франшизу.